# Junoszyn
Junoszyn – przysiółek w Polsce położony w województwie wielkopolskim, w powiecie leszczyńskim, w gminie Rydzyna.
W latach 1975–1998 miejscowość administracyjnie należała do województwa leszczyńskiego.
W Junoszynie znajduje się największa w okolicy firma zajmująca się dystrybucją maszyn rolniczych - Agro-Tech Junoszyn.